# الطريق الدولي اليوناني 86
الطريق الدولي اليوناني 86 هو طريق سريع في اليونان. ويوصل الطريق الدولي اليوناني 39 بالقرب من كروكييس مع مونيمفاسيا، من خلال سكالا و مولاوي
1. ↑  "Υπουργική Απόφαση Γ25871/1963". Εφημερίδα της Κυβερνήσεως (باليونانية). Β (319): 2500–2501. 23 Ιουλίου 1963. QID:Q125218116. {{استشهاد بدورية محكمة}}: تحقق من التاريخ في: |publication-date= (help)